# Monte Hawkes
Il Monte Hawkes (in lingua inglese: Mount Hawkes) è una montagna antartica che, con i suoi 1.975 m è la più alta del Washington Escarpment, situata sul fianco orientale della Jones Valley, nel Neptune Range, che fa parte dei Monti Pensacola in Antartide.
Il monte è stato scoperto e fotografato il 13 gennaio 1956 nel corso di un volo transcontinentale nonstop dai membri dell'Operazione Deep Freeze I  della U.S. Navy in volo dal Canale McMurdo al Mar di Weddel e ritorno.
La denominazione è stata assegnata dall'Advisory Committee on Antarctic Names (US-ACAN) in onore del comandante William M. Hawkes, della U.S. Navy, copilota del Lockheed P2V Neptune, l'aereo utilizzato per il volo transcontinentale del 1956.
Anche le Hawkes Heights sono state denominate in onore del comandante Hawkes, che nel 1955-56 era assegnato allo Squadron VX-6.